# جي ليو
جي ليو هو ملحن وعازف بيانو صيني، ولد في 1990 في الصين.

## وصلات خارجية
- الموقع الرسمي
- جي ليو على موقع ميوزك برينز (الإنجليزية)